# Doutrina Carter

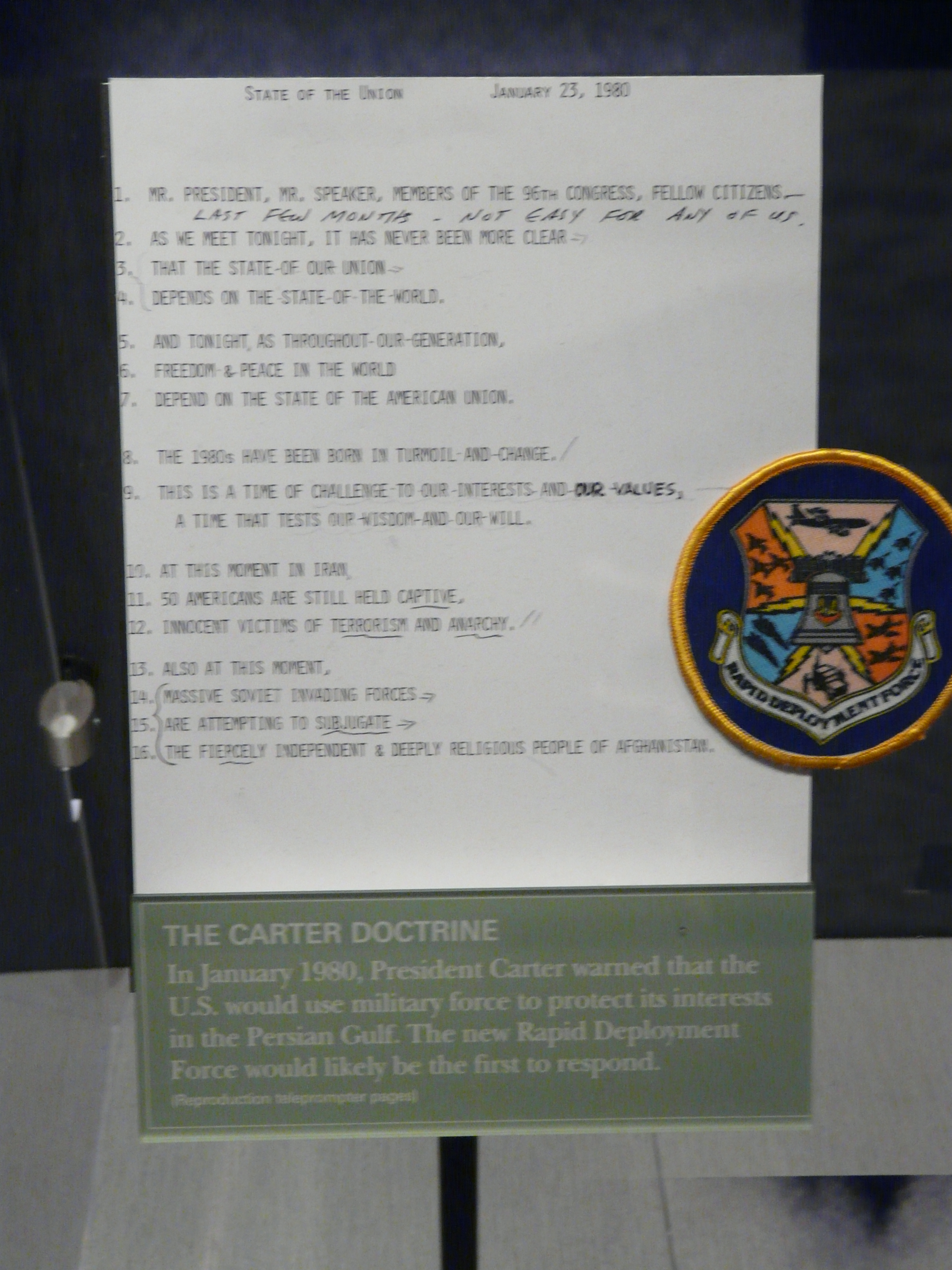
Documento relacionado com a Doutrina Carter

A Doutrina Carter foi uma política proclamada pelo Presidente dos Estados Unidos Jimmy Carter em seu Discurso sobre o Estado da União em 23 de janeiro de 1980, que afirmava que os Estados Unidos usariam a força militar, se necessário, para defender seus interesses nacionais no território persa, Golfo. Foi uma resposta à intervenção da União Soviética no Afeganistão em 1979, e pretendia dissuadir a União Soviética, o adversário dos Estados Unidos na Guerra Fria, de buscar a hegemonia na região do Golfo Pérsico.

A seguinte frase chave, que foi escrita por Zbigniew Brzezinski, Conselheiro de Segurança Nacional do Presidente Carter, conclui a seção:
Que nossa posição seja absolutamente clara: uma tentativa de qualquer força externa de obter o controle da região do Golfo Pérsico será considerada um ataque aos interesses vitais dos Estados Unidos da América, e tal ataque será repelido por qualquer meio necessário, incluindo a força militar.
Brzezinski modelou a redação na Doutrina Truman, e insistiu que a frase fosse incluída no discurso "para deixar bem claro que os soviéticos deveriam ficar longe do Golfo Pérsico".
Em The Prize: The Epic Quest for Oil, Money, and Power, o autor Daniel Yergin observa que a Doutrina Carter "tinha semelhanças impressionantes" com uma declaração britânica de 1903 na qual o secretário de Relações Exteriores britânico Lord Landsdowne advertiu a Rússia e a Alemanha que os britânicos "considerariam o estabelecimento de uma base naval ou de um porto fortificado no Golfo Pérsico por qualquer outra potência como uma ameaça muito grave aos interesses britânicos, e certamente devemos resistir a isso com todos os meios à nossa disposição”.